# Накагусуку
Накагусуку (яп. 中城村 Накагусуку-сон) — село в Японии, находящееся в уезде Накагами префектуры Окинава. Площадь села составляет 15,46 км², население — 19 088 человек (1 августа 2014), плотность населения — 1234,67 чел./км².

## Географическое положение
Село расположено на острове Окинава в префектуре Окинава региона Кюсю. С ним граничат город Гинован, посёлок Нисихара и село Китанакагусуку.

## Население
Население села составляет 19 088 человек (1 августа 2014), а плотность — 1234,67 чел./км². Изменение численности населения с 1980 по 2005 годы:
| 1980 | 10 346 чел. |  |
| 1985 | 10 765 чел. |  |
| 1990 | 12 060 чел. |  |
| 1995 | 13 832 чел. |  |
| 2000 | 14 987 чел. |  |
| 2005 | 15 798 чел. |  |

## Символика
Цветком села считается гибискус.